# Kernel de calor
En el estudio matemático de la conducción y difusión del calor, un kernel de calor, o núcleo de calor, es la solución fundamental para la ecuación del calor en un dominio específico con condiciones de contorno apropiadas. También es una de las herramientas principales en el estudio del espectro del operador de Laplace y, por lo tanto, tiene una importancia auxiliar en la física matemática. El kernel de calor representa la evolución de la temperatura en una región cuyo límite se mantiene fijo a una temperatura particular (típicamente cero), de modo que una unidad inicial de energía térmica se coloca en un punto en el momento {\displaystyle t=0}.

## Kernel de calor en un espacio arbitrario
El kernel de calor más conocido es el del espacio euclidiano {\displaystyle d-}dimensional {\displaystyle \mathbb {R} ^{d}}, que tiene la forma de una función gaussiana variable en el tiempo,
Esto resuelve la ecuación del calor
para todo t > 0 y {\displaystyle x,y} ∈ , {\displaystyle \mathbb {R} ^{d}} donde {\displaystyle \Delta } es el operador laplaciano, con la condición inicial
donde {\displaystyle \delta } es una distribución delta de Dirac y el límite se toma en el sentido de distribuciones. A saber, para cada función suave φ de soporte compacto,
En un dominio más general {\displaystyle \Omega } en {\displaystyle \mathbb {R} ^{d}}, tal fórmula explícita no es generalmente posible. Los siguientes casos más simples de un disco o cuadrado involucran, respectivamente, funciones de Bessel y funciones theta de Jacobi. Sin embargo, el kernel de calor (por ejemplo, el problema de Dirichlet) todavía existe y es uniforme para t > 0 en dominios arbitrarios y de hecho en cualquier variedad de Riemann con límite, siempre que el límite sea suficientemente regular. Más precisamente, en estos dominios más generales, el kernel de calor para el problema de Dirichlet es la solución del problema del valor límite inicial

## Aplicación de la teoría espectral

### Definiciones generales
si {\displaystyle \Omega } un dominio compacto de {\displaystyle \mathbb {R} ^{n}} a bordo {\displaystyle \partial \Omega }. En esta área, consideramos que el operador positivo {\displaystyle {\hat {H}}=-\ \Delta } donde {\displaystyle \Delta } es el Laplaciano, con condiciones de frontera en el borde {\displaystyle \partial \Omega } dominio (Dirichlet, Neumann, mixto) que soluciona completamente el problema.
El operador positivo {\displaystyle {\hat {H}}=-\ \Delta } es el generador de un semigrupo continuo en {\displaystyle L^{2}(\Omega )}. Entonces podemos escribir para cualquier función {\displaystyle f} de cuadrado sumable:
{\displaystyle e^{-\;t\;{\hat {H}}}\ f(x)\ =\ e^{+\;t\;\Delta }\ f(x)\ =\ \int _{\Omega }dy\ K(x,y,t)\ f(y)}
La función {\displaystyle K(x,y,t)} se llama kernel de calor. De hecho, la función:
{\displaystyle f(x,t)\ =\ e^{+\;t\;\Delta }\ f(x)}
es claramente una solución de la ecuación de calor:
{\displaystyle {\frac {\partial f(x,t)}{\partial t}}\ =\ \Delta \ f(x,t)}
Además, el semigrupo tiende a la identidad cuando el tiempo {\displaystyle t} se aproxima a cero:
{\displaystyle f(x,t)\ =\ \ e^{+\;t\;\Delta }\ f(x)\ \to _{t\to 0^{+}}\ f(x)}
de modo que el núcleo de calor K debe tener el comportamiento asintótico:
{\displaystyle K(x,y,t)\ \to _{t\to 0^{+}}\ \delta (x-y)}
donde {\displaystyle \delta (x)} es la distribución de Dirac. Por lo tanto, el núcleo de calor {\displaystyle K(x,y,t)} parece ser una función de Green, o solución elemental, de la ecuación de calor.

### Teoría espectral
Cuando el dominio {\displaystyle \Omega } es compacto, el operador positivo {\displaystyle {\hat {H}}=-\ \Delta } tiene un espectro discreto de valores propios con el que se asocia una base de datos de autovectores de Hilbert (aquí se usa la notación de Dirac):
{\displaystyle {\hat {H}}\ |\psi _{n}\rangle \ =\ \lambda _{n}\ |\psi _{n}\rangle \,,\quad 0\leq \lambda _{1}\leq \lambda _{2}\leq \dots \leq \lambda _{n}\leq \dots \leq +\infty }
Entonces uno puede escribir introduciendo dos veces la relación de cierre:
{\displaystyle K(x,y,t)\ =\ \langle y|e^{-\;t\;{\hat {H}}}|x\rangle \ =\ \sum _{n,m=1}^{+\infty }\ \langle y|\psi _{m}\rangle \ \langle \psi _{m}|e^{-\;t\;{\hat {H}}}|\psi _{n}\rangle \ \langle \psi _{n}|x\rangle }
se convierte en:
{\displaystyle K(x,y,t)\ =\ \sum _{n=1}^{+\infty }\ \langle y|\psi _{n}\rangle \ \langle \psi _{n}|x\rangle \ e^{-\;t\;\ \lambda _{n}}\ =\ \sum _{n=1}^{+\infty }\ {\overline {\psi _{n}}}(y)\ \psi _{n}(x)\ e^{-\;t\;\lambda _{n}}}

### Traza del kernel de calor
La traza del kernel de calor se define por:
{\displaystyle \mathrm {Tr} \ e^{-\;t\;{\hat {H}}}\ =\ \sum _{n=1}^{+\infty }\ e^{-\;t\;\lambda _{n}}}
Los estados propios están ortoromados, notamos que podemos escribir:
{\displaystyle \int _{\Omega }dx\ K(x,x,t)\ =\ \sum _{n=1}^{+\infty }\ e^{-\;t\;\lambda _{n}}\ \int _{\Omega }dx\ |\psi _{n}(x)|^{2}\ =\ \sum _{n=1}^{+\infty }\ e^{-\;t\;\lambda _{n}}}
Entonces tenemos la relación fundamental:
{\displaystyle \mathrm {Tr} \ e^{-\;t\;{\hat {H}}}\ =\ \int _{\Omega }dx\ K(x,x,t)}
Esta relación está relacionada con muchas «fórmulas traza» como la geometría hiperbólica de Selberg o la aproximación semiclásica de Gutzwiller.

### Funciones espectrales
Definimos la función de conteo de los autovalores:
{\displaystyle {\mathcal {N}}(\lambda )\ =\ \mathrm {Tr} \ \theta ({\hat {H}}-\lambda )\ =\ \sum _{n=1}^{+\infty }\ \theta (\lambda _{n}-\lambda )}
donde {\displaystyle \theta (x)} es la distribución de Heaviside. La función de recuento es una función de paso positiva cada vez mayor que proporciona el número total de autovalores menores o iguales a {\displaystyle \lambda }. Su derivada es la densidad espectral de valores propios:
{\displaystyle \rho (\lambda )\ =\ \mathrm {Tr} \ \delta ({\hat {H}}-\lambda )\ =\ \sum _{n=1}^{+\infty }\ \delta (\lambda _{n}-\lambda )}
La traza del núcleo de calor está conectado a estas funciones mediante una transformación de Laplace:
{\displaystyle \mathrm {Tr} \ e^{-\;t\;{\hat {H}}}\ =\ \sum _{n=1}^{+\infty }\ e^{-\;t\;\lambda _{n}}\ =\ \int _{0}^{+\infty }e^{-\;t\;\lambda }\ \rho (\lambda )\ d\lambda \ =\ \int _{0}^{+\infty }e^{-\;t\;\lambda }\ d{\mathcal {N}}(\lambda )}

### Función zeta espectral
Suponemos aquí que el fundamental {\displaystyle \lambda _{1}\neq 0}. Por analogía con la función zeta de Riemann, la función zeta espectral es introducida por la serie de tipo Dirichlet :
que converge para {\displaystyle \Re \mathrm {e} \left[\,s\,\right]} lo suficientemente grande Esta función zeta está conectada a la traza del núcleo de calor mediante una transformada de tipo Mellin:
{\displaystyle \zeta (s)\ =\ {\frac {1}{\Gamma (s)}}\ \int _{0}^{+\infty }dt\ t^{s-1}\ \mathrm {Tr} \ e^{-\;t\;{\hat {H}}}}
En particular, la función zeta se utiliza para regularizar los determinantes de los operadores que aparecen durante los cálculos de las integrales de trayectoria en la teoría cuántica de campos. De hecho, el determinante del operador {\displaystyle H} se define por:
{\displaystyle \mathrm {det} \ {\hat {H}}\ =\ \prod _{n=1}^{+\infty }\ \lambda _{n}}
Con la identidad:
{\displaystyle \ln \ \mathrm {det} \ {\hat {H}}\ =\ \ln \ \left(\prod _{n=1}^{+\infty }\ \lambda _{n}\right)\ =\ \sum _{n=1}^{+\infty }\ \ln \lambda _{n}\ =\ \mathrm {Tr} \ \ln \ {\hat {H}}}
la relación formal se demuestra fácilmente:
{\displaystyle \mathrm {det} \ {\hat {H}}\ =\ \exp \,\left[\,-\ \zeta '(0)\,\right]}
donde la derivada de la función zeta se evalúa en s = 0.

## Extensión para compactar variedades de Riemann
No es difícil derivar una expresión formal para el kernel de calor en un dominio arbitrario. Considere el problema de Dirichlet en un dominio conectado (o variedad con frontera) {\displaystyle U}. Donde {\displaystyle \lambda _{n}} son los valores propios para el problema de Dirichlet del Laplaciano
Donde {\displaystyle \phi _{n}} denota las funciones propias asociadas, normalizadas para ser ortonormales en {\displaystyle L^{2}(U)}. El Laplaciano inverso de Dirichlet {\displaystyle \Delta ^{-1}} es un operador compacto y autoadjunto, por lo que el teorema espectral implica que los valores propios satisfacen
El kernel de calor tiene la siguiente expresión:
| {\displaystyle K(t,x,y)=\sum _{n=0}^{\infty }e^{-\lambda _{n}t}\phi _{n}(x)\phi _{n}(y).} | \| \| \| \| \| \| \| \| | (1) |
|                                                                                           |                         |     |
|                                                                                           |                         |     |

Formalmente la diferenciación de la serie bajo el signo de la sumatoria muestra que esto debería satisfacer la ecuación de calor. Sin embargo, la convergencia y la regularidad de la serie son bastante delicadas.
El kernel de calor también se identifica a veces con la transformación integral asociada, definida para smooth compacto liso de forma compacta
Hay varios resultados geométricos en granos de calor en variedades; por ejemplo, asintóticos de corta duración, asintóticos de larga duración y límites superiores o inferiores de tipo gaussiano.

## Desarrollo asintótico del núcleo de calor
El término diagonal del núcleo de calor admite un desarrollo asintótico rápido.

### Variedad compacta de Riemann sin borde
Para una variedad Riemanniana compacta M de dimensión d sin borde, se tiene el desarrollo de Minakshisundaram-Pleijel (1949):
{\displaystyle K(x,x,t)\ \sim \ {\frac {1}{t^{d/2}}}\ \sum _{n=0}^{+\infty }a_{n}(x)\ t^{n}\qquad (t\to 0^{+})}
donde los coeficientes {\displaystyle a_{n}(x)} son funciones suaves en M, que dependen de la métrica y sus derivadas en x. Mediante la integración en todos los puntos x, se deduce que la traza del núcleo del calor también admite un desarrollo asintótico en un tiempo reducido:
{\displaystyle \mathrm {Tr} \ e^{-\;t\;{\hat {H}}}\ \sim \ {\frac {1}{t^{d/2}}}\ \sum _{n=0}^{+\infty }A_{n}\ t^{n}\qquad (t\to 0^{+})}
donde las constantes {\displaystyle A_{n}} están definidos por:
{\displaystyle A_{n}\ =\ \int _{M}a_{n}(x)\ d\mu (x)}
para la medición inducida por la métrica. Estas constantes muestran algunas características geométricas globales de {\displaystyle M}; por ejemplo, la constante {\displaystyle A_{0}} es proporcional al hipervolumen de la variedad: {\displaystyle \mathrm {mes} \,(M)}, donde:
{\displaystyle \mathrm {mes} \,(M)\ =\ \int _{M}\ d\mu (x)}

### Variedades con borde
La existencia de un desarrollo asintótico puede extenderse a variedades suficientemente regulares con borde. El operador de Laplace-Beltrami debe contar con las condiciones de contorno apropiadas.

### Espectro y geometría
.
El desarrollo de la traza del núcleo de calor está conectado con el de la función de recuento de valores propios (o su derivada, la densidad espectral).
El teorema del mapeo espectral da una representación de {\displaystyle T} en la forma

### Obras de referencias
- Berline, Nicole; Getzler, E.; Vergne, Michèle (2004), Heat Kernels and Dirac Operators, Berlin, New York: Springer-Verlag.
- Chavel, Isaac (1984), Eigenvalues in Riemannian geometry, Pure and Applied Mathematics 115, Boston, MA: Academic Press, ISBN 978-0-12-170640-1, MR 768584..
- Evans, Lawrence C. (1998), Partial differential equations, Providence, R.I.: American Mathematical Society, ISBN 978-0-8218-0772-9.
- Gilkey, Peter B. (1994), Invariance Theory, the Heat Equation, and the Atiyah–Singer Theorem, ISBN 978-0-8493-7874-4.
- Grigor'yan, Alexander (2009), Heat kernel and analysis on manifolds, AMS/IP Studies in Advanced Mathematics 47, Providence, R.I.: American Mathematical Society, ISBN 978-0-8218-4935-4, MR 2569498.
- Kotani, Motoko; Sunada, Toshikazu (2000), «Albanese maps and an off diagonal long time asymptotic for the heat kernel», Comm. Math. Phys. 209: 633-670, Bibcode:2000CMaPh.209..633K, doi:10.1007/s002200050033.
- Marcel Berger, Paul Gauduchon & Edmond Mazet; Le spectre d'une variété Riemanienne, Lecture Notes in Mathematics 194, Springer-Verlag (1971).

### Algunos artículos
- S Minakshisundaram & A Pleijel; Some properties of the eigenfunctions of the Laplace-operator on Riemannian manifolds, Canadian Journal of Mathematics 1 (1949), 242–256.
- H. P. McKean & I. M. Singer; Curvature and the eigenvalues of the Laplacian, Journal of Differential Geometry 1 (1) (1967), 43-69.
- Peter B. Gilkey; The spectral geometry of a Riemannian manifold, Journal of Differential Geometry 10(4) (1975), 601-618.
- Yves Colin de Verdière; Propriétés asymptotiques de l'équation de la chaleur sur une variété compacte, d'après P. Gilkey, Séminaire Bourbaki (novembre 1973).
- Yves Colin de Verdière; Spectre du laplacien et longueurs des géodésiques périodiques (I), Compositio Mathematica 27 (1) (1973), p.|83-106. Numdam.
- Yves Colin de Verdière; Spectre du laplacien et longueurs des géodésiques périodiques (II), Compositio Mathematica, 27 (2) (1973), p.|159-184. Numdam.
- María Teresa Arede; Géométrie du noyau de la chaleur sur les variétés, Thèse de troisième cycle, Université de Marseille (1983).
- Teresa Arede; Manifolds for which the heat kernel is given in terms of geodesic lengths, Letters in Mathematical Physics 9 (2) (1985), 121-131.
- Peter B Gilkey; Heat Equation Asymptotics, Proc. Symp. Pure and Applied Math. V54 (1993), 317-336.
- Klaus Kirsten; Spectral functions in mathematics and physics, Chapman & Hall/CRC, Boca Raton, FL (2002), ISBN 1-58488-259-X.
- Peter B. Gilkey; Asymptotic formulae in spectral geometry, Studies in Advanced Mathematics, vol. 43, Chapman & Hall/CRC, Boca Raton, FL (2004), ISBN 1-58488-358-8

### Enlaces web
- Claude Bardos & Olivier Laffite; Une synthèse de résultats anciens et récents sur le comportement asymptotique des valeurs propres du Laplacien sur une variété riemannienne, (1998). PostScript.
- M. van den Berg, S. Desjardins & P B Gilkey; Heat content asymptotics of Riemannian manifolds, dans : Differential Geometry and its Applications, O. Kowalski & D. Krupka (éditeurs), proceedings of 5th international conference 1992 on differential geometry and its applications at Silesian University (1993), ISBN 80-901581-0-2, p. 61-64. PostScript.
- D. V. Vassilevich; Heat kernel expansion: user's manual, Physics Report 388 (2003), 279-360. ArXiv : hep-th/0306138.
- Arlo Caine; The heat kernel on a Riemannian manifold, pdf.
- Daniel Grieser; Notes on the heat kernel on manifolds with boundary, pdf Archivado el 24 de agosto de 2007 en Wayback Machine..